# Misuk
Misuk ist der Versuch einer Übertragung der Prinzipien des epischen Theaters auf die Musik. Die Wortschöpfung stammt von Bertolt Brecht, der sich damit über die Musiktheorien seiner Zeit lustig machte. Seine Ablehnung richtete sich gegen die Emotionalisierung, die Musik, unreflektiert eingesetzt, erzeugen kann.
Hans Bunge erzählt: [Brecht] erklärte, Misuk ist ein umfassender Begriff für sämtliche Arten, Geräusche zu erzeugen, wovon Musik nur eine lächerliche Untersparte ist. Und es käme also heute […] darauf an, diese Untersparte ihres Ausschließlichkeitsanspruchs zu berauben.

## Rezeption
Die Rezeption des Begriffs geht auf Hanns Eisler sowie auf Kurt Schwaen zurück. Eisler beschreibt, dass Brecht das Dekadente und Formalistische in der Musik gegen eine volkstümliche Misuk ersetzen wolle. Ein weiterer Aspekt sei der Mangel an Vernunft in der musikalischen Praxis, den Brecht zum Anlass nehme, seine Kritik anzubringen. Weil er nicht bereit sei, sein „Gehirn an der Garderobe mit abzugeben“ fordere er, die Anwendung des Verstandes als Form der Unterhaltung zu etablieren. Eisler hielt diese Thesen für ausgemachten Unsinn.